# Seznam.cz

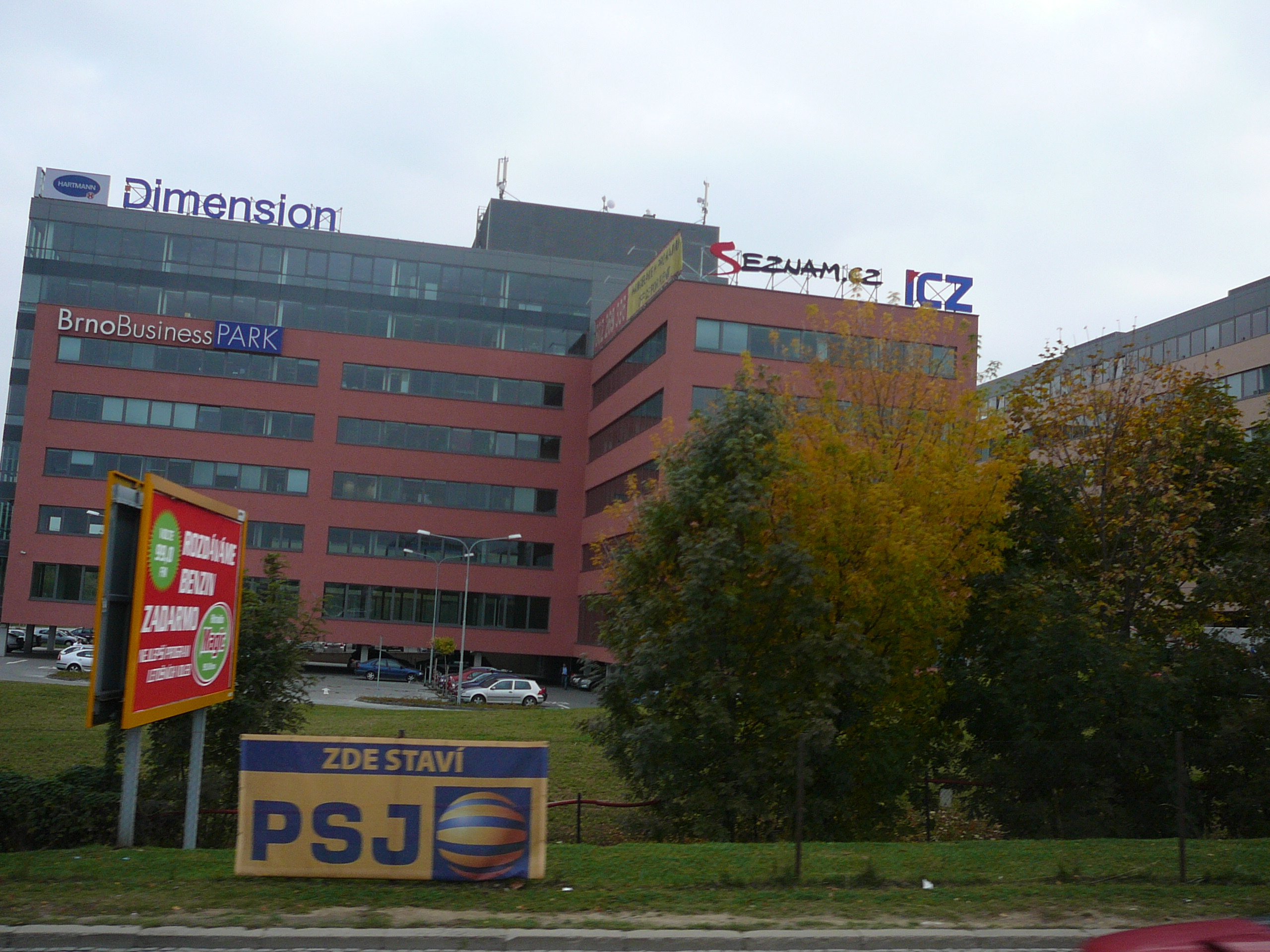
Pobočka Seznam.cz Brno-Štýřice

Seznam.cz je český internetový portál a vyhledávač. Byl založen roku 1996 Ivem Lukačovičem a posléze se stal jedním z prvních českých internetových katalogů a vyhledávačů v České republice. Má sídlo v Praze, centrálu na Smíchově a část obchodního oddělení v Holešovicích. Firma má také regionální pobočky v Brně, Ostravě, Olomouci, Zlíně, Pardubicích, Hradci Králové, Českých Budějovicích, Plzni a Liberci. Na jaře 2022 byla otevřena první zahraniční pobočka, a to ve slovenské Bratislavě. Firma provozuje vlastní datová centra Kokura v pražských Horních Počernicích a Nagoja v Benátkách nad Jizerou.
V portfoliu Seznam.cz se kromě obsahových služeb (Seznam Zprávy, Televize Seznam, Stream.cz, Proženy.cz, Garáž.cz, Podcasty.cz) nachází i fulltextové Vyhledávání, vlastní Prohlížeč, Email.cz a Email Profi, mapová aplikace Mapy.com (dříve Mapy.cz), nákupní rádce Zboží.cz, reklamní systém Sklik.cz či oborové služby Sreality.cz, Sauto.cz, Firmy.cz a další. Společnost vlastní více než 97 % akcií ve vydavatelství Borgis a od roku 2019 má 100% podíl v regionálních rádiích Expres FM a Classic Praha.
Seznam se také podílí například prostřednictvím platformy Hugging Face na výzkumu a vývoji umělé inteligence.

## Historie
Ivo Lukačovič založil Seznam.cz jako první katalogový server a vyhledávač (v katalogu) na českém internetu v roce 1996. Do spuštění Seznam.cz Ivo údajně investoval 50 000 Kč, které měl našetřené. Seznam.cz se z počátku dělil na jednotlivé kategorie, do kterých bylo zařazeno až 1 000 webových stránek, a umožňoval hledat podle klíčových slov. Seznam.cz také jako jeden z prvních prodával bannerovou reklamu.
V roce 1998 přibyla freemailová služba Seznam.cz Email, provozovaná v doméně seznam.cz. V roce 1999 byla spuštěna služba Mapy.cz. Postupně přibyly další služby. V roce 2001 Seznam.cz disponoval ještě zpravodajstvím, TV přehledem, předpovědí počasí, kulturními a finančními přehledy, mapou ČR a komunitní službou Lidé.cz.
V roce 2000 investovala do rozvoje Seznam.cz švédská investiční společnost Spray Ventures. S tím se Seznam.cz v roce 2000 změnil na akciovou společnost Seznam.cz, a. s. Do tohoto okamžiku provozoval Lukačovič Seznam.cz jako živnostník. Spray získal vstupem do Seznam.cz nejdříve 1%, poté 17,5% a nakonec 30% podíl firmy. Ivo Lukačovič měl 70 % akcií Seznamu.
Spray vstupoval do Seznamu se záměrem provést IPO, po splasknutí velké internetové bubliny však Spray tuto snahu vzdal. Existují spekulace, že neprovedením IPO nedostál Spray svým závazkům ze vstupu do Seznam.cz, tuto informaci ovšem Lukačovič ani nikdo ze Seznamu nikdy neupřesnil. Z veřejných listin vyplývá, že se v roce 2003 Lukačovič rozhodl navýšit se svými 70 % Seznam.cz základní jmění, což se mu bez účasti Spraye podařilo, a navýšil tak svůj podíl v Seznam.cz na přibližně 90 %. Spray se později sloučil se společností Lycos Europe. Ta v roce 2005 od Iva Lukačoviče odkoupila část jeho akcií, a Lukačovič se tak znovu stal 70% vlastníkem Seznam.cz. V roce 2003 také Lukačovič představil nového maskota společnosti, psa Krastyho, který se od té doby objevuje na domovské stránce.
V roce 2005 Seznam.cz nahradil dosavadní fulltextovou technologii od Jyxa svou vlastní. Tu od té doby dále vyvíjí a provozuje dodnes. V polovině roku koupil Seznam.cz brněnskou společnost ATC, která provozovala freemail Email.cz. Seznam.cz službu následně včlenil do své značky a provozuje domény seznam.cz i email.cz pod svou freemailovou službou. V tomto roce byla spuštěna také služba Vyhledávání.
V roce 2006 se hlavní sídlo Seznam.cz přestěhovalo z tehdejších kanceláří v Naskové ulici v Praze-Košířích do kanceláří v ulici Radlická na pražském Smíchově. Ivo Lukačovič se v tomto roce rovněž vzdal přímého řízení Seznam.cz a předal exekutivu Pavlovi Zimovi, dosavadnímu technickému řediteli. Pavel Zima se tak stal CEO společnosti a ve vedení následně setrval dalších deset let. Na místo technického ředitele se posunul Vlastimil Pečínka, dosavadní šéf vývojového týmu a dříve programátor služby Email.cz v brněnské společnosti ATC. Seznam.cz rovněž převzal od Czech On Line doménu a uživatele freemailu post.cz. V tomto roce Seznam.cz spustil vlastní systém pro PPC reklamu s názvem Sklik.cz.
V roce 2006 také proběhla většinou českých médii zpráva o údajném odcizení databáze hesel uživatelů na Seznam.cz Emailu. Tuto informaci vypustila televize Nova 7. dubna 2006 ve své hlavní zpravodajské relaci. Později se ukázalo, že se pouze jednomu studentovi střední školy podařilo na školní počítačové síti zjistit hesla osmi jeho spolužáků, která následně umístil na své osobní stránky. Existuje i screenshot dané stránky s daty. Celá kauza byla ukončena společným tiskovým prohlášením zástupců Seznam.cz a TV Nova, kde obě strany informaci o napadení databáze Seznamu dementovaly. Dotyčný student Modrák se v oné době těšil značné mediální pozornosti, jíž se chlubil na svých webových stránkách. V roce 2013 byly jeho osobní stránky už nefunkční.
V roce 2007 Seznam.cz majetkově vstoupil do Global Inspiration, s.r.o., která provozuje video portál Stream.cz. Návštěvnost této služby následně vzrostla na více než jeden milion sledujících. V tomto roce prodal Lycos Europe svůj 30% podíl v Seznam.cz za v přepočtu 1,7 miliard Kč společnostem Tiger Holding Four a Miura International. Nově byla spuštěna také služba Zboží.cz a o rok později portál Proženy.cz. Stránky Seznamu byly postupně zpřístupňovány také nevidomým.
V roce 2008 přinesly Hospodářské noviny informaci o údajných jednáních zástupců Seznam.cz s investiční bankou Goldman Sachs, která měla najít pro Seznam.cz kupce. Tuto informaci dodnes popírají jak Ivo Lukačovič, tak zástupci Seznam.cz a informace o chystaném prodeji Seznam.cz nelze dodnes potvrdit ani z žádných ověřitelných a neanonymních zdrojů. Spekulace utichly v období vypuknutí světové finanční krize, kdy například právě banka Goldman Sachs ztratila na burze přes 70 % hodnoty svých akcií.
V roce 2010 poprvé společnost nedominovala v soutěži Křišťálová Lupa, byla předběhnuta společností Google. V tomtéž roce společnost získala v soutěži Křišťálová Lupa i 5. místo v kategorii vyhledávače a databáze, toto ocenění získala za server Mapy.cz. Také v kategorii komunikační služby získala 1. místo: za emailovou službu, jež nabízí pod názvem Seznam Email. Další ocenění získala za sociální službu Lidé.cz (2. místo v kategorii sociální sítě) a za mobilní přístup na své stránky (5. místo v kategorii mobilní služba). Během roku 2010 byl majoritní podíl Iva Lukačoviče převeden do kyperské společnosti Helifreak Limited, jež podle magazínu Lupa.cz a šéfa společnosti Pavla Zimy má být vlastněna Ivem Lukačovičem. Společnost má být od roku 2010 majitelem vrtulníku Eurocopter EC135P2.
Na konci března 2011 koupil Seznam.cz od Miloše Petany zbývající 50% podíl ve společnosti Global Inspiration, s. r. o., a stal se tak výhradním vlastníkem společnosti, která provozuje video portál Stream.cz. Seznam se rovněž pustil do prostředí slevových portálů a spustil vlastní verzi pod názvem Seznam TIP. V dubnu spustil podle odborných kritiků odvážnou podobu bulvárního serveru Super.cz, kdy radikálně odstranil diskuze a řazení do kategorií a ponechal pouze sekvenčně řazené články. Během roku se také mapová služba Mapy.cz rozrostla o mobilní aplikaci pro mobilní telefony na platformě iPhone a Android. Mapy.cz také nabídly nově pohled z ptačí perspektivy. V polovině roku 2011 Seznam.cz provedl fúzi s dříve koupenou společností Global Inspiration, která provozovala video server Stream.cz. V druhé půlce roku pak Seznam.cz založil dceřinou společnost Mapy.cz, s.r.o., do které koupil digitální část podniku svého mapového dodavatele, firmy PLANstudio, s.r.o.
Rok 2012 Seznam.cz zahájil změnou v nejvyšším vedení. Pavel Zima odešel z pozice CEO a stal se generálním ředitelem. Na jeho místo nastoupil Michal Feix, který do té doby zastával pozici provozního ředitele. Seznam.cz spolu se změnou deklaroval zájem více se zaměřit na produktový rozvoj svých služeb. Na konci roku se firma přestěhovala do pár metrů vzdálených, nově vybudovaných kanceláří na pražském Andělu. Po vzoru konkurenčního Googleplexu vybudovala pro své zaměstnance kupříkladu horolezeckou stěnu, tři velké odpočinkové terasy a posilovnu. Rovněž představila své plány na vybudování vlastního datového centra, protože ta si doposud v Praze na dvou místech pronajímala. V roce 2013 Seznam.cz koupil za 85 milionů Kč třetinový podíl ve společnosti Borgis.
V roce 2016 společnost oznámila, že od obou minoritních akcionářů odkoupila 30 % akcií společnosti. Cena za transakci nebyla zveřejněna. V tomto roce také na domovskou stránku Seznam.cz přibyly Seznam Zprávy a sekce, která nabízí přehled toho nejzajímavějšího z českého internetu.
V roce 2017 Sklik vydal nová pravidla, ve kterých explicitně zakazoval přístup některých zpravodajských webů do jeho programu Sklik Partner. Nová pravidla vydržela pouze několik dní a výkonný ředitel Seznamu Michal Feix se k nim vyjádřil, že „představenstvo o záměru zpřísnit pravidla reklamy v oblasti zpravodajských webů nevědělo, a pokud by o ní ode mne vědělo, nepustilo by ji do realizace. Představenstvo a majitel společnosti si nepřeje, abychom se snažili určovat objektivnost a pravdivost zpravodajských webů, které jsou zařazeny do naší reklamní sítě. Proto jsme dnes z pravidel reklamy tato kritéria pro zpravodajské weby odebrali.“ Později se k této události vyjádřil i Ivo Lukačovič na Twitteru (svůj tweet později smazal): „Dozvěděl jsem se, ze nové obchodné podmínky mohou dopadnout i na weby, které mají „pouze“ jiny pol názor. Tak jsem tu cenzuru zrušil.“ Seznam.cz tak začal vypadat jako firma, ve které vedení netuší, co se v ní vlastně děje.
V roce 2018 byla spuštěna celoplošná Televize Seznam. Firma rovněž majetkově vstoupila do dvou rozhlasových stanic, Expres FM a Classic Praha.
V roce 2020 byla spuštěna dopravní navigace v aplikaci Mapy.cz.
V roce 2021 začal Seznam.cz provozovat novou podcastovou platformu Podcasty.cz. Panoramatické fotky pro Mapy.cz začala fotit nizozemská společnost Cyclomedia.
Od července 2022 má představenstvo pět členů, kteří ve funkci předsedy rotují.
Roku 2024 byl zaveden kontroverzní přístup „zaplať, nebo souhlas!“, což může být problém s nařízením EU.
| Rok  | Zaměstnanců | Obrat (Kč)  | Čistý zisk (Kč) | Vyplacené dividendy (Kč) | Aktiva (Kč) | Vlastní kapitál (Kč) |
| ---- | ----------- | ----------- | --------------- | ------------------------ | ----------- | -------------------- |
| 2001 | 41          | 56 mil.     | 20 mil.         |                          | 83 mil.     | 57 mil.              |
| 2002 | 45          | 118 mil.    | 27 mil.         |                          | 128 mil.    | 85 mil.              |
| 2003 | 103         | 245 mil.    | 12 mil.         |                          | 199 mil.    | 100 mil.             |
| 2004 | 177         | 475 mil.    | 91 mil.         |                          | 392 mil.    | 191 mil.             |
| 2005 | 184         | 729 mil.    | 193 mil.        |                          | 678 mil.    | 383 mil.             |
| 2006 | 205         | 1023 mil.   | 351 mil.        |                          | 1090 mil.   | 734 mil.             |
| 2007 | 246         | 1 309 mil.  | 331 mil.        |                          | 1445 mil.   | 424 mil.             |
| 2008 | 327         | 1 673 mil.  | 407 mil.        |                          | 1222 mil.   | 500 mil.             |
| 2009 | 383         | 1 896 mil.  | 554 mil.        |                          | 1 663 mil.  | 1 054 mil.           |
| 2010 | 825         | 2 245 mil.  | 740 mil.        | 960 mil.                 | 1 555 mil.  | 834 mil.             |
| 2011 | 915         | 2 681 mil.  | 840 mil.        | 720 mil.                 | 1 625 mil.  | 826 mil.             |
| 2012 | 1 000       | 2 834 mil.  | 776 mil.        | 690 mil.                 | 1 711 mil.  | 900 mil.             |
| 2013 | 1 089       | 2 894 mil.  | 776 mil.        | 767 mil.                 | 1 642 mil.  | 894 mil.             |
| 2014 | 1 066       | 3 099 mil.  | 948 mil.        | 765 mil.                 | 1 689 mil.  | 1 063 mil.           |
| 2015 | 1 142       | 3 370 mil.  | 1 017 mil.      | 933 mil.                 | 3 603 mil.  | 1 135 mil.           |
| 2016 | 1 342       | 3,7 mld. Kč | 1,1 mld. Kč     |                          | 2,1 mld. Kč |                      |
| 2017 | 1 304       | 4,1 mld. Kč | 1,3 mld. Kč     |                          | 2,4 mld. Kč |                      |
| 2018 | 1 575       | 4,5 mld. Kč | 1,3 mld. Kč     |                          | 2,1 mld. Kč | 1,3 mld. Kč          |
| 2019 | 1 482       | 4,7 mld. Kč | 1,2 mld. Kč     |                          | 2 mld. Kč   | 1,2 mld. Kč          |
| 2020 | 1 531       | 4,9 mld. Kč | 1,4 mld. Kč     |                          | 2,7 mld. Kč | 1,4 mld. Kč          |
| 2021 | 1 688       | 5,6 mld. Kč | 1,6 mld. Kč     |                          | 3,2 mld. Kč | 1,6 mld. Kč          |
| 2022 | 1 779       | 5,9 mld. Kč | 1,1 mld. Kč     |                          | 3,3 mld. Kč | 1,5 mld. Kč          |
| 2023 | 1 702       | 5,9 mld. Kč | 1,1 mld. Kč     |                          | 3,6 mld. Kč | 1,9 mld. Kč          |

Firma Seznam.cz, a. s., získala celkově pouze jednu veřejnou zakázku v hodnotě 505 000 Kč, a to v roce 2012.[zdroj?] Ze strukturálních fondů Evropské unie společnost získala v letech 2010–2015 celkem 37 milionů Kč.

## Konkurence
Portálu Seznam.cz v roce 2008 na českém trhu konkurovaly portály Centrum.cz a Atlas.cz, které ale ani po sloučení nemají podle NetMonitoru takovou návštěvnost a trend, aby Seznam.cz překonaly. Největším konkurentem portálu je Google, především v oblasti fulltextového vyhledávání (v říjnu 2009 začal Seznam.cz používat nové fulltextové vyhledávání).
Podle statistiky Navrcholu.cz byl v prosinci 2009 Seznam.cz nejpoužívanějším internetovým vyhledávačem v České republice (53,91 %), Google byl na druhém místě (32,85 %). Spolu s dalšími čtyřmi společnostmi ve světě – Baidu (Čína), Naver (Jižní Korea), Yahoo Japan (Japonsko) a Yandex (Rusko) – představuje Seznam.cz hrstku těch, které ve světě vzdorují globálnímu hráči Google na poli on-line vyhledávání. Od roku 2014 však schopnost portálu Seznam.cz odolávat konkurenci společnosti Google soustavně klesá, kdy ke konci roku 2020 činil celkový podíl návštěvnosti Seznamu 15,1 %, avšak podíl návštěvnosti Googlu za stejné období činil 84,9 %.
V souvislosti s klesáním podílu návštěvnosti vyhledávače společnosti je patrné naopak postupné posilování Seznamu na úrovni mediální. Roku 2016 společnost Seznam.cz založila svůj vlastní zpravodajský web Seznam Zprávy. O dva roky později společnost zahájila vysílání své vlastní televizní stanice Televize Seznam. Roku 2022 spustila společnost platformu Seznam Médium nabízející prostor pro publikování autorských článků a komentářů. Ve stejném roce následně bylo oznámeno, že společnost Seznam.cz kupuje firmu Silky a jejím prostřednictvím firmu Borgis, která je vydavatelem deníku Právo a dodává obsah pro zpravodajský web Novinky.cz.

## Technologie
Seznam.cz je od svého počátku společností využívající především opensource technologie a produkty. Absolutní většina serverů běží s linuxovým operačním systémem Debian. Jako webové servery používá Seznam.cz podle letmého průzkumu telnetem nejčastěji NGINX, Apache webserver nebo Lighttpd. Většina aplikací je vyvíjena v Pythonu a C++. Jako databázové servery používá Seznam.cz MySQL, PostgreSQL, mezi další často používané technologie patří Hadoop, ElasticSearch, Kafka nebo Redis. Pokud jde o úložiště, na svoji e-mailovou službu (v roce 2022 zhruba 12 PB dat) využívá vlastní softwarové řešení, pro další účely pak využívá Swift a CEPH. V roce 2022 měl Seznam.cz uloženo a zpracováváno zhruba 30 PB dat na celkem 20 000 discích a v jeho datových centrech pracuje 16 000 fyzických CPU (celkem asi 360 000 vCPU). V rámci infrastruktury dominují Kubernetes a Openstack clustery, v roce 2022 Seznam provozuje 6 produkčních Kubernetes clusterů (88 000 vCPU, 360 TB RAM) a 4 produkční Openstack clustery (230 000 vCPU, 840 TB RAM).
Celkový počet serverů byl ke konci roku 2008 pravděpodobně přes tisícovku, spotřeba IT vybavení Seznamu byla okolo 200 kW.
Seznam.cz byl ve svých začátcích hostován v síti CESNETu, poté v roce 1998 přešel pod poskytovatele Global One. Své servery a technologie následně v roce 2005 přestěhoval do telehousu TTC v pražských Malešicích. Po některých problémech služby Seznam.cz Email začalo budování druhé záložní serverovny, aby Seznam zajistil maximální dostupnost nejen freemailu, ale i všech svých zbylých služeb. Druhou serverovnu v telehousu O2 Nagano v pražském Karlíně zprovoznil v roce 2007. Na začátku roku 2014 začal Seznam v pražských Horních Počernicích s výstavbou vlastního datacentra, které umožnilo další růst služeb Seznamu i posílení vlastní technické soběstačnosti. Datacentrum s názvem Kokura bylo zprovozněno v květnu 2015 s cenou realizace cca 200 milionů Kč (bez pozemků). U datacentra byl kladen velký důraz na energetickou efektivitu –⁠ indikátor energetické efektivity PUE byl navržen na 1,2. Návratnost projektu byla podle vyjádření Seznamu odhadována na 6 až 8 let od dokončení stavby a plného spuštění. V roce 2020 přidal do portfolia třetí lokalitu Ósaka – místo si pronajal v datovém centru JZM od O2.
V březnu 2023 bylo v Benátkách nad Jizerou do provozu uvedeno druhé datacentrum společnosti Seznam.cz pojmenované Nagoja. Investice do stavby včetně pozemků vyšla na cca 300 milionů Kč. Datacentrum Nagoja by mělo být energeticky úspornější než Kokura, jelikož bylo navrženo na dosažení PUE 1,1. Tomu by mělo přispět i přímé chlazení serverů venkovním vzduchem a v letních měsících dešťovou vodou z podzemní nádrže. Datacentrum bylo projektováno na celkovou spotřebu serverů až 3 MW a svou kapacitou nahradilo pronajímané datacentrum Nagano. Po dokončení plánované expanze datacentra Kokura na jaře 2024 tak Seznam disponuje výkonem IT vybavení 6 MW ve vlastních dvou datacentrech.
Seznam.cz je od roku 2007 připojen do českého peerovacího uzlu NIX.CZ, v roce 2022 byl připojen do dvou nezávislých popů, v každém z nich kapacitou 200 Gbps. V rámci NIX.CZ je Seznam jedním ze zakládajících členů skupiny důvěryhodných sítí FENIX. Od roku 2006 je členem sdružení RIPE, kde má vlastní autonomní systém, IPv4 adresní rozsah 77.75.72.0/21 a IPv6 rozsah 2a02:598::/32. Seznam využívá tranzitní konektivitu od nejméně dvou poskytovatelů: O2 a Quantcom.

## Služby

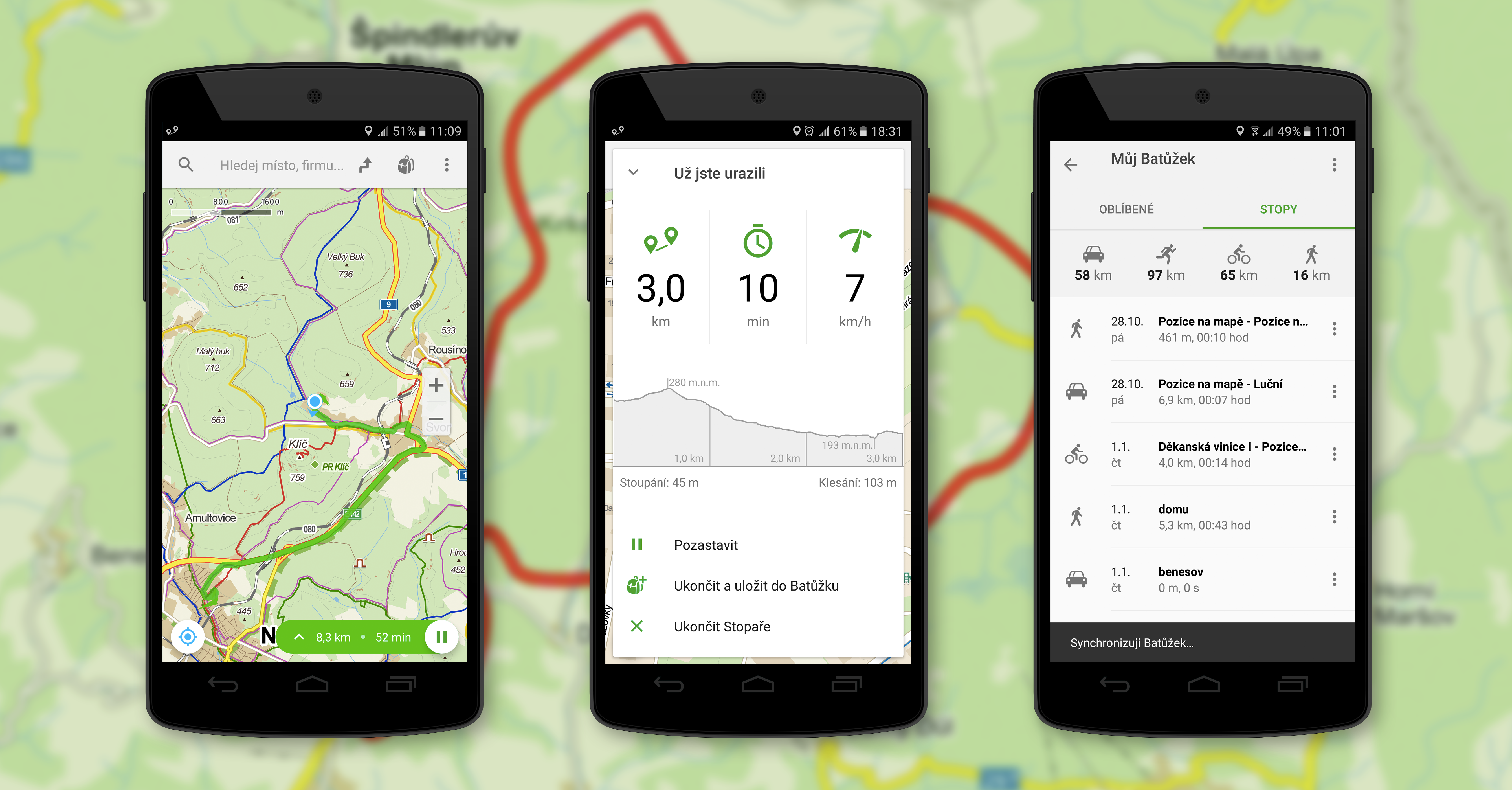
Mobilní aplikace Mapy.cz zobrazující mapy vznikla v roce 1998

K říjnu 2024 provozuje Seznam.cz 30 produktů a služeb, většinu z nich vyvíjených a spravovaných in-house.
| Služba             | URL                              | Ukončeno   |
| ------------------ | -------------------------------- | ---------- |
| Firmy.cz           | https://www.firmy.cz/            |            |
| Horoskopy.cz       | https://www.horoskopy.cz/        |            |
| Hry.cz             | https://hry.seznam.cz/           |            |
| Lidé.cz            |                                  | Ano - 2020 |
| Spolužáci.cz       |                                  | Ano - 2018 |
| Mapy.cz            | https://mapy.cz/                 |            |
| Novinky.cz         | https://www.novinky.cz/          |            |
| Sport.cz           | https://www.sport.cz/            |            |
| Super.cz           | https://www.super.cz/            |            |
| Stream.cz          | https://www.stream.cz/           |            |
| Počasí.cz          | https://pocasi.seznam.cz/        |            |
| Proženy.cz         | https://www.prozeny.cz/          |            |
| Seznam.cz Email    | https://email.seznam.cz/         |            |
| Sdovolena.cz       | https://sdovolena.seznam.cz/     |            |
| Porovnej24.cz      | https://www.porovnej24.cz/       |            |
| Volnámísta.cz      | https://www.volnamista.cz/       |            |
| Sbazar.cz          | https://www.sbazar.cz/           |            |
| Seznam TIP         |                                  | Ano?       |
| Seznam Homepage    | https://www.seznam.cz/           |            |
| Sreality.cz        | https://www.sreality.cz/         |            |
| Zboží.cz           | https://www.zbozi.cz             |            |
| sAuto.cz           | https://www.sauto.cz/            |            |
| sKlik              | https://www.sklik.cz/            |            |
| Seznam Vyhledávání | https://search.seznam.cz/        |            |
| Seznam Slovník     | https://slovnik.seznam.cz/       |            |
| Seznam Prohlížeč   | https://www.seznam.cz/prohlizec  |            |
| TV Program         | https://tv.seznam.cz/            |            |
| Seznam Zprávy      | https://www.seznamzpravy.cz/     |            |
| Seznam Televize    | https://www.televizeseznam.cz/tv |            |
| Podcasty.cz        | https://podcasty.seznam.cz/      |            |
| Expres FM          | https://www.expresfm.cz/         |            |
| Classic Praha      | https://www.classicpraha.cz/     |            |

Do roku 2014 Seznam provozoval službu Jarmara.at. Do 31. srpna 2016 ke službám provozovaných Seznamem patřila také stránka Mixér.cz (podobné Seznam Medium a také Stream.cz), kterou Seznam zrušil.

### Domovská stránka Seznam.cz
Je nejstarší službou z portfolia Seznam.cz, fungující od doby jeho vzniku. Na svém počátku obsahovala pouze rozcestník pro katalog firem a odkazů s bannerovou reklamou, která tvořila část příjmů, ze kterých byl provoz financován Seznam.cz. Později se na domovskou stránku přidaly další služby z portfolia; jednou z prvních byla v roce 1998 služba Seznam.cz Email. V roce 2006 se stala domovská stránka Seznam.cz personifikovanou – každý uživatel si po přihlášení může nastavit její vzhled a obsah, jaký si přeje konzumovat. V roce 2015 prošla domovská stránka redesignem a o rok později přibyla zpravodajská sekce Seznam Zprávy s nabídkou toho nejzajímavějšího z českého internetu.
Domovská stránka Seznam.cz byla v dubnu 2022 podle údajů NetMonitoru s 6,7 miliony reálnými uživateli měsíčně nejnavštěvovanější stránkou českého internetu.

### Seznam.cz Email
Seznam.cz Email je po Seznam.cz Homepage nejviditelnější službou Seznam.cz. Na začátku roku 2008 obhospodařovala služba Seznam.cz Email přes pět milionů aktivních emailových schránek. Seznam.cz Email je největší a zároveň nejpopulárnější freemailovou službou na českém internetu: celkový počet všech schránek je přes 26 milionů, z toho 6,5 milionů aktivních. Do konce roku 2008 byla maximální možná velikost e-mailové schránky 2 GB, avšak od Vánoc 2008 byl limit zrušen. Standardní velikost schránky je 10 MB; její navýšení na „neomezenou“ kapacitu, jež má limit 30 000 zpráv, je pak možné zasláním speciální aktivační SMS. V roce 2012 byla služba Seznam.cz Email redesignována a v průběhu roku bylo do nové podoby přestěhováno cca 12 milionů schránek. Ovšem pouhé odhlášení od emailu nestačí, aby firma o uživatelích nadále nesbírala data.

### Seznam.cz Vyhledávání
V raném počátku měl Seznam.cz vlastní technologii nazvanou Kompas. Tu pro Seznam.cz naprogramoval Ivův tehdejší spolužák. Kompas následně vystřídala outsourcovaná služba od společnosti Empyreum. V roce 2003 vystřídali společnost Empyreum globální partneři Google a Jyxo.cz. Od 15. března 2005 provozuje Seznam.cz vlastní fulltextový vyhledávač orientovaný převážně na český a slovenský internet. Kromě základní funkčnosti podporuje tvarosloví (skloňování a časování), technologii sitemap. Vedle HTML formátu indexuje také XML, PDF a DOC. V jeho výdejové databázi se v roce 2013 nachází přibližně 750 milionů dokumentů převážně v českém a slovenském jazyce.
Pro vyhledávání v zahraničním internetu outsourcoval Seznam.cz Google. Od července 2009 nahradil technologii Googlu produkt Microsoftu Bing. Kromě toho spustil Seznam.cz v dubnu 2012 vlastní indexaci zahraničních webů. V současnosti používá Vyhledávání moderní technologie na principu významových vektorů.

### Seznam.cz Prohlížeč
15. prosince 2014 Seznam.cz představil vlastní webový prohlížeč pro platformy Windows a macOS, který doplnil již existující prohlížeč pro operační systém Android (18. srpna 2013). Verze pro iOS následovala 9. ledna 2015. Desktopová verze služby je postavena na aplikačním rozhraní NW.js. Jádrem prohlížeče je Chromium. Na Android platformě je užita systémová komponenta WebView.

### Mapy.com
Služba s názvem Mapy.cz existuje od roku 1998 a aktuálně svým uživatelům poskytuje dopravní informace, umožňuje vyhledat atraktivní místa v jejich okolí a poskytuje tipy na zajímavé výlety, ať už pěšky, na kole, nebo autem. Nabízí též doporučování a možnost hodnocení nejbližších restaurací či hotelů nebo výpis zastávek městské hromadné dopravy. Od března 2025 Mapy.cz začaly používat i globální doménu Mapy.com, tak aby se mohla služba přiblížit i zahraničním uživatelům.

### Zboží.cz
Nákupní rádce a srovnávač Zboží.cz nabízí uživatelům možnost vyhledávat a porovnávat nabídky více než 23 000 e-shopů. Součástí služby je i Zboží Magazín, přinášející srovnání produktů a další zajímavé články o nich.

### Sauto.cz
Služba Sauto.cz zprostředkovává prodej a nákup převážně starších, ale i zánovních vozů, motorek a dalších druhů vozidel. Uživatelé přihlášení na Sauto.cz mají možnost využít hlídacího psa, který je upozorní na novou nabídku splňující jejich požadavky.

### Sreality.cz
Služba Sreality.cz je online zprostředkovatel prodeje a nákupu tuzemských i zahraničních realit. Součástí služby je i Cenový kompas Sreality.cz, který je všem uživatelům, kteří využívají Přihlášení přes Seznam, dostupná zdarma. Od roku 2022 je lidem k dispozici také Investiční kalkulačka. Díky ní lze predikovat, jak rychlá bude návratnost investice do koupené nemovitosti, a je možné také porovnávat byty podle užitné plochy a filtrovat je podle obcí, okresů nebo krajů. Data o nemovitostech jsou zprůměrovaná za posledních 6 měsíců.

### Sbazar.cz
Platforma Sbazar.cz umožňuje online prodej a nákup široké škály bazarového zboží. Uživatelé přihlášení na Sbazar.cz mají možnost využít hlídacího psa, který je upozorní na novou nabídku splňující jejich požadavky.

### Seznam Zprávy
Od 4. října 2016 spustila společnost vlastní zpravodajský web Seznam Zprávy. Zpravodajský servis začala poskytovat třicetičlenná redakce, do pětičlenné redakční rady přešli lidé z vydavatelství MAFRA a Economia. Jejího vedení se ujal někdejší zakladatel Aktuálně.cz Jakub Unger a zástupce šéfredaktora Jiří Kubík. Zároveň má redakce i vlastní fotoreportérský tým pod vedením Davida Neffa. Třemi základními prvky zpravodajství se měly stát proud krátkých textových zpráv či rychlých videí v průběhu dne, zpravodajské relace v čele s komentovanými večerními Zprávami na Seznamu a autorské pořady (např. Šťastné pondělí Jindřicha Šídla či Interview Zuzany Hodkové).
K 1.1.2022 došlo k odštěpení a vzniku samostatné společnosti Seznam Zprávy, a.s. Je tak kladen větší důraz na redakční nezávislost.

### Televize Seznam
Televize Seznam spustila vysílání 12. ledna 2018 v 7:00. Stanice je dostupná prostřednictvím celoplošného DVB-T multiplexu 3, satelitního vysílání Skylink a Telly, kabelové televize UPC a IPTV poskytovatelů T-Mobile TV, O2 TV, SledovaniTV, 4NET.TV, Grape SC, Lepší TV, Dragon TV, Zapni.tv, Centrio, Selfnet, Kuki a dalších. Je tak plnoformátovou televizí, která přináší programy pro celou rodinu.

### Podcasty.cz
Na platformě Podcasty.cz najdou lidé podcasty nejen z dílny Seznamu, ale i audio pořady jiných tuzemských tvůrců. Služba je uživatelům k dispozici zdarma. Podcasty si mohou nechat doporučovat nasazeným algoritmem, vybírat podle témat nebo autora. Možný je také odběr oblíbených pořadů i plynulý přechod poslechu mezi jednotlivými zařízeními, na kterých je uživatel přihlášený.

### Videoportál Stream
Technologická platforma, která nabízí zdarma ke zhlédnutí nejen vlastní tvorbu, ale i partnerský obsah. V roce 2021 dosáhla videa na portálu Stream více než půl miliardy zhlédnutí. Seznam.cz dlouhodobě podporuje českou autorskou internetovou tvorbu skrze vlastní produkci Stream originals (Lajna 2, Lajna 3, A DOST!, Kancelář Blaník, Autobazar Monte Karlo, Hasičárna Telecí, Krvavá léta, Jak nás vidí svět atd.). Český videoportál pro distribuci a monetizaci videí českých tvůrců neustále rozšiřuje výběr pořadů, seriálů a filmů a je otevřený novým partnerům.

### Expres FM
Expres FM je metropolitní rádio se zaměřením na kvalitní současnou hudbu, které reflektuje aktuální dění na světové hudební scéně. Expres FM se také nebojí objevovat novou hudbu v rozpětí od indie rocku přes elektro-pop až po house a drum and bass. Kromě playlistu, který je sestaven z aktuálních novinek a toho nejlepšího z poslední dekády, nabízí Expres FM i večerní žánrové speciály se zaměřením na kytarový rock, taneční hudbu, hip hop a reggae. V moderátorských vstupech se Expres FM kromě hudebních informací zaměřuje na zpravodajství z metropolitního regionu.

### Classic Praha
Rádiová stanice, která hraje klasickou a filmovou hudbu. V éteru i na svém webu přináší také informace o současném kulturním dění v České republice i ve světě.

### Seznam Médium
V druhé polovině roku 2022 byla spuštěna společností Seznam.cz nová platforma Seznam Médium nabízející prostor pro publikování autorských článků a komentářů. Pro možnost publikovat na této mediální platformě stačí mít pouze ověřený e-mailový účet na Seznamu, se kterým je následně provedena registrace. Publikované texty se pak následně objevují v autorském profilu, odkud pak mohou být editory Seznamu zařazeny do tematických sekcí a poté se objevit na domovské stránce vyhledávače. Rovněž je zde příslib získání provize z reklamy v případě, že publikované texty jednoho autora získají více než 100 000 zobrazení. V roce 2024 byla platforma přejmenována na Médium.